# فريدي هايمور
ألفريد توماس «فريدي» هايمور (ولد 14 فبراير 1992) هو ممثل إنجليزي، معروف بدوره في العثور على نيفرلاند (2004) وتشارلي ومصنع الشوكولاتة (2005) وأوغست راش (2007) وسجلات سبايدرويك (2007). و جسد دور نورمان بيتس في مسلسل نزل بيتس (2013). وهو الآن يجسد حالياً دور شون ميرفي في مسلسل الطبيب الجيد (2017)

## السيرة الذاتية
ولد هايمور في 14 فبراير 1992 في كامدن تاون، لندن. والدته سو لاتيمر هي وكيلة المواهب ومن بين عملائها الممثلين دانيال رادكليف وإيميلدا ستونتون. أما والده فهو الممثل السابق إدوارد هايمور.

## السيرة المهنية
هايمور بدأ بالتمثيل في أدوار قصيرة على شاشات التلفزة في السابعة من عمره. وفي فيلمين هايمور مثل مع أفراد من عائلته. فأخوه بيرتي مثّل معه في أحد الأفلام دور أخيه وتحديدًا في فيلم Women Talking Dirty.
و أيضًا أبوه مثل معه بدور أبيه في فيلم Jack and the Beanstalk وكذلك فيلم The Real Story.
وفي عام 2004 حصل على دوره المهم في فيلم Finding Neverlands وذلك بدور Peter.
وبسبب هذا الدور في هذا الفيلم حصل هايمور على العديد من الجوائز والعروض.
وفي العام 2005 حصل على دور Charlie Bucket في فيلم Charlie and the Chocolate Factory (تم أخذ هذا الفيلم من رواية في كتاب تم تؤليفه من قبل Roald Dahl), وكان (هايمور) قد لاقي الثناء من قبل نجم هذا الفيلم Johnny Depp الذي أعجب بتمثيله في فيلم Finding Neverlands وقد كان معجبًا بأداء الممثل الصغير.
هايمور ظهر ثانية في فيلم August Rush مع الممثلين with Keri Russell, Jonathan Rhys Meyers و روبن ويليامز. والقصة كانت عن عبقري في الموسيقى يدعى Evan Taylor (و الذي فيما بعد أُعطي دور ثانوي باسم August Rush) و رحلته الطويلة في إيجاد والديه بعد أن انفصل والديه منذ ولادته. هذا الفيلم لاقى رواجًا كبيرًا في العام 21 نوفمبر 2007.
استلم هايمور الدور الرئيسي في The Spiderwick Chronicles، والذي كان مبنيًا على مجموعة من قصص الأطفال والذي تم إصداره في الولايات المتحدة الأمريكية عام 2008. لعب أيضًا دور American Twins وهما الأخوان simon grace و jared grace مع Sarah Bolger والتي لعبت دور أختيهما Mallory Grace.
و كذلك أدى أداء صوتي في Arthur and the Invisibles, هايمور أيضًا مثل بصوته في The Golden Compass وكذلك في Arthur and the Invisibles و Astro Boy.

## الحياة الشخصية
في 2010، تم قبول هايمور في كلية إيمانويل عند جامعة كامبريدج لدراسة الإسبانية والعربية.

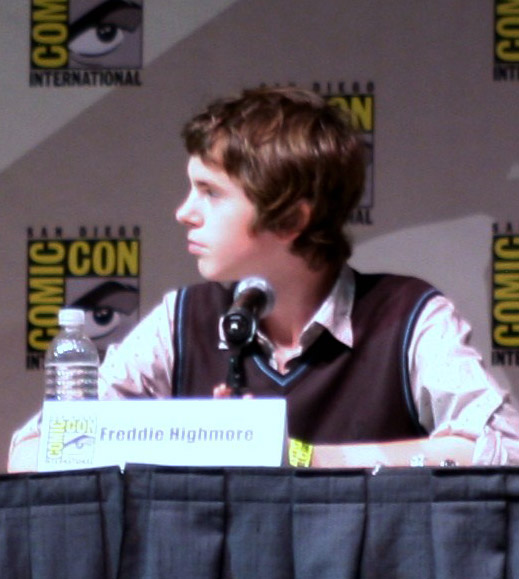
هايمور في كومك-كون، يوليو 2009

## الأعمال
| السنة       | العنوان                                | الدور                   | الملاحظات |
| ----------- | -------------------------------------- | ----------------------- | --- |
| 1999        | Women Talking Dirty                    | سام                     | |
| 2000        | Happy Birthday Shakespeare             | ستيف غرين               | تلفزيون |
| 2001        | The Mists of Avalon ‏                   | الملك آرثر (في صغره)    | تلفزيون |
| 2001        | Jack and the Beanstalk: The Real Story | تلفزيون                 | |
| 2002        | I Saw You                              | أوسكار بينجلي           | تلفزيون |
| 2004        | Finding Neverland                      | بيتر يولين ديفيس        | Broadcast Film Critics Association Award for Best Young Performer Empire Award for Best Newcomer ‏ جمعية لاس فيغاس لنقاد السينما Phoenix Film Critics Society Award for Best Youth Actor ‏ جائزة ستالايت جائزة الفنان الصغير رشِّح — London Film Critics Circle Award for British Newcomer of the Year ‏ رشِّح — MTV Movie Award for Best Breakthrough Performance رشِّح — Saturn Award for Best Performance by a Younger Actor رشِّح — جائزة نقابة ممثلي الشاشة عن الأداء المتميز من قبل ممثل في دور مساعد [الإنجليزية] رشِّح — جائزة نقابة ممثلي الشاشة عن الأداء المتميز من قبل الممثلين في السينما [الإنجليزية] رشِّح — جائزة الفنان الصغير |
| 2004        | شقيقان                                 | راؤول الشاب             | |
| 2004        | Five Children and It ‏                  | روبيرت                  | |
| 2005        | Charlie and the Chocolate Factory      | تشارلي بكت              | Broadcast Film Critics Association Award for Best Young Performer Phoenix Film Critics Society Award for Best Youth Actor ‏ رشِّح — Saturn Award for Best Performance by a Younger Actor رشِّح — جائزة الفنان الصغير |
| 2006        | سنة جيدة                               | ماكس الشاب              | |
| 2007        | Arthur and the Invisibles              | آرثر                    | صوت وأداء رشِّح — جائزة الفنان الصغير |
| 2007        | August Rush                            | إيفان تايلور/ أوغست راش | Saturn Award for Best Performance by a Younger Actor رشِّح — Broadcast Film Critics Association Award for Best Young Performer رشِّح — جائزة الفنان الصغير |
| 2007        | The Golden Compass                     | بنتلايمون               | صوت |
| 2008        | The Spiderwick Chronicles              | جاريد وسيمون جريس       | دور مزدوج Nominated — Saturn Award for Best Performance by a Younger Actor رشِّح — جائزة الفنان الصغير |
| 2008        | A Fox's Tale                           | ليتل جاك                | صوت |
| 2009        | Astro Boy                              | أسترو بوي               | Voice Nominated — جائزة الفنان الصغير |
| 2009        | Arthur and the Revenge of Maltazard    | آرثر                    | Voice and live action |
| 2010        | Arthur 3: The War of the Two Worlds    | آرثر                    | Voice and live action |
| 2010        | Master Harold...and the Boys           | هالي                    | |
| 2010        | Toast                                  | نايجل سلاتر             | تلفزيون |
| 2011        | فن اجتياز الحياة                       | جورج زنفوي              | |
| 2013        | Justin and the Knights of Valour       | جستن                    | صوت |
| 2013        | نزل بيتس                               | نورمان بيتس             | مسلسل تلفزيوني |
| 2016        | Almost friends                         | تشارلي                  | |
| 2017–الحاضر | الطبيب الجيد                           | شون ميرفي               | مسلسل تلفزيوني |

## روابط خارجية
- فريدي هايمور على موقع IMDb (الإنجليزية)
- فريدي هايمور على موقع ميتاكريتيك (الإنجليزية)
- فريدي هايمور على موقع روتن توميتوز (الإنجليزية)
- فريدي هايمور على موقع ألو سيني (الفرنسية)
- فريدي هايمور على موقع تيرنر كلاسيك موفيز (الإنجليزية)
- فريدي هايمور على موقع أول موفي (الإنجليزية)
- فريدي هايمور على موقع بوكس أوفيس موجو (الإنجليزية)
- فريدي هايمور على موقع قاعدة بيانات الأفلام السويدية (السويدية)
- فريدي هايمور على موقع إن إن دي بي (الإنجليزية)
- فريدي هايمور على موقع قاعدة بيانات الفيلم (الإنجليزية)